# جفت‌قلاب‌برگیان
جفت‌قلاب‌برگیان (نام علمی: Dioncophyllaceae)، خانواده‌ای از گیاهان گل‌دار هستند که از سه گونه بالارونده بومی جنگل‌های بارانی غرب آفریقا تشکیل شده‌است.
نزدیکترین خویشاوندان آنها قلاب‌دارها هستند. هر دو خانواده در مجموعه‌ای از گیاهان عمدتاً گوشت‌خوار قرار دارند که از سال ۱۹۹۸ یا بیشتر به راسته میخک‌سانان منتقل شده‌اند. این تبار همچنین شامل خانواده ژاله‌پوشان (ژاله‌پوش و ونوس مگس‌خوار) و گیاه‌پارچ‌ها (یک جنس از گیاهان پارچ دنیای قدیم) و همچنین ژاله‌پوش پرتغالی است.
همه گونه‌های خانواده در دوره‌ای از چرخه زندگی‌شان بالارونده هستند و با استفاده از جفت قلاب‌ها یا پیچک‌هایی که از انتهای میانی برگ‌ها تشکیل شده‌اند صعود می‌کنند. شناخته‌شده‌ترین عضو گوشت‌خوار سه‌گون‌برگ است، اگرچه این خانواده شامل دو گونه دیگر است: جفت‌قلاب‌برگ تولونی (Dioncophyllum thollonii) و ظریف‌گلبرگ داوی (Habropetalum dawei).

## تاریخچه طبقه‌بندی
سیستم کرونکوئیست ۱۹۸۱ (Cronquist) خانواده را به راسته بنفشه‌سانان قرار داده بود. سیستم ای‌پی‌جی دوم (APG II)، در سال ۲۰۰۳ (بدون تغییر نسبت به سیستم ای‌پی‌جی (APG، ۱۹۹۸) این خانواده را شناسایی کرده و آن را به راسته میخک‌سانان در تبار دولپه‌ای‌های نو مرکزی اختصاص می‌دهد.